# Stenpappersgeting
Stenpappersgeting (Polistes biglumis) är en getingart som först beskrevs av Carl von Linné 1758.  Stenpappersgeting ingår i släktet pappersgetingar, och familjen getingar. Enligt den svenska rödlistan är arten sårbar i Sverige. . Arten har tidigare förekommit i Götaland, Svealand och Nedre Norrland men är numera lokalt utdöd. Artens livsmiljö är skogslandskap. Utöver nominatformen finns också underarten P. b. alpium.

## Bildgalleri

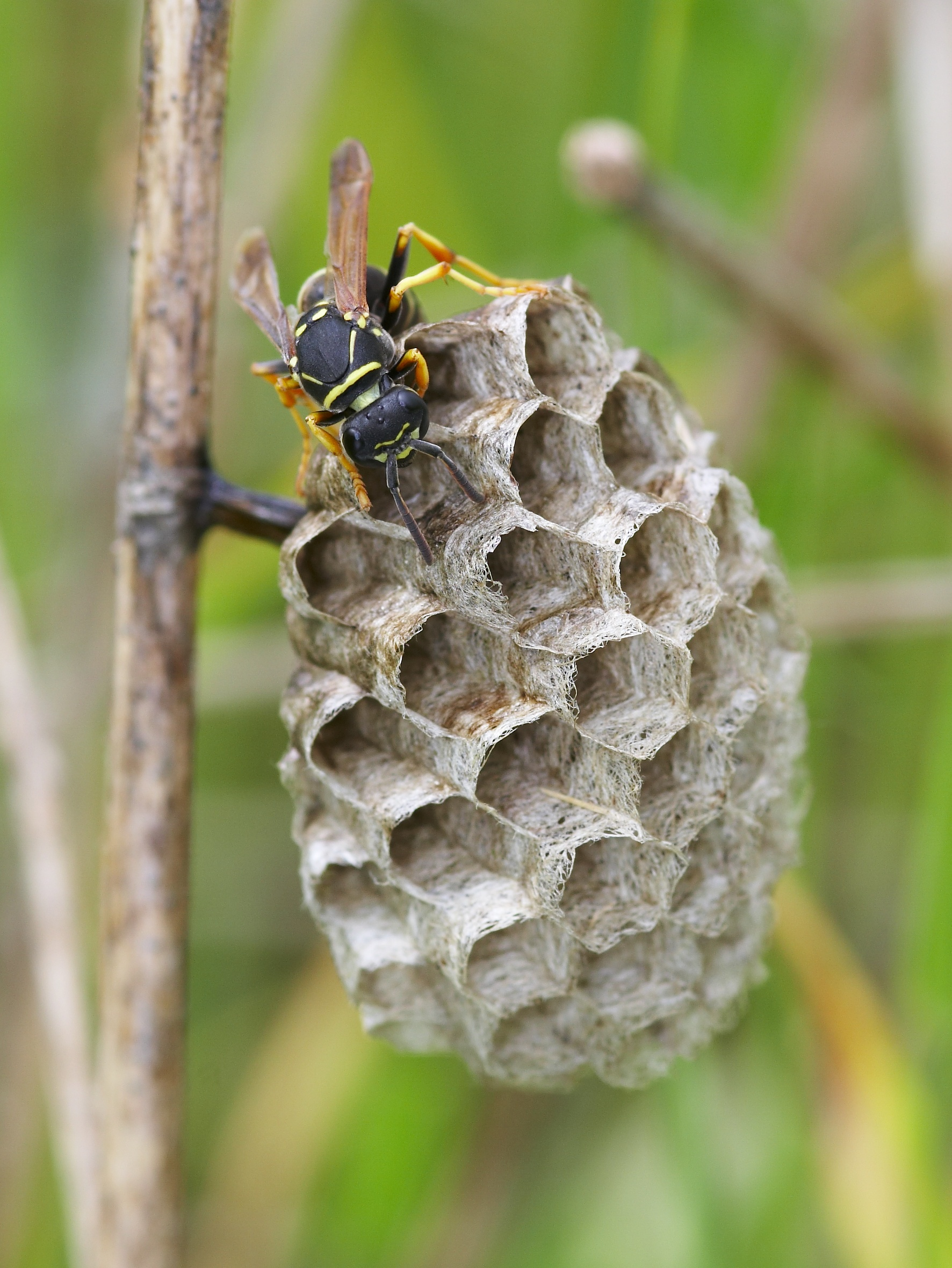